# إليونورا رومانوفنا
إليونورا رومانوفنا (بالأوكرانية: Романова Елеонора Олексіївна)‏ هي لاعبة جمباز إيقاعي أوكرانية، ولدت في 17 أغسطس 1998 في كراسنودون في أوكرانيا.

## وصلات خارجية
- إليونورا رومانوفنا على موقع الاتحاد الدولي للجمباز (licence) (الإنجليزية)
- إليونورا رومانوفنا على موقع الاتحاد الدولي للجمباز (biography) (الإنجليزية)